# Avalanche Studios Group
Avalanche Studios Group — дочерняя компания, специализирующаяся на разработке и издательстве компьютерных игр. Размещается в городе Стокгольм, Швеция. Является материнской компанией, в состав которой входят студии Avalanche Studios, Expansive Worlds и Systemic Reaction.

## История компании
Avalanche Studios была основана в марте 2003 года Кристофером Сандбергом (швед. Christofer Sundberg), Линусом Бломбергом (швед. Linus Blomberg) и Виктором Бломбергом (швед. Viktor Blomberg).
Первой выпущенной игрой компании стала Just Cause, представляющая собой смесь аркадных автомобильных гонок с шутером от третьего лица. Данная игра, созданная по принципам серии Grand Theft Auto, использует собственный игровой движок компании Avalanche Engine (позднее называемый Apex), который успешно применялся и во всех последующий разработках, подвергаясь многочисленным усовершенствованиям.
В 2009 году был выпущен theHunter — онлайновый симулятор охоты, распространяющийся по бесплатной схеме, путём загрузки дистрибутива с игрой с официального сайта. Первоначально игра разрабатывалась британской компанией Emote Games, однако позднее все права на неё перешли к Avalanche Studios.
2010 год ознаменовался для компании выходом игры Just Cause 2, разработанной для персональных компьютеров и консолей Xbox 360 и PlayStation 3. Сохранив концепцию открытого мира, в качестве технологической базы Just Cause 2 использует вторую версию движка Avalanche Engine.
23 марта 2010 года было объявлено об открытии дочернего предприятия — Expansive Worlds. Студия сфокусируется на казуальных играх, а также будет заниматься поддержкой theHunter.
В 2011 году компанией был выпущен шутер Renegade Ops.
В 2015 году состоялся релиз игр Mad Max и Just Cause 3.
В 2018 году выпущено продолжение серии игр Just Cause — Just Cause 4.
В 2019 году выпущено продолжение Rage — Rage 2. Также состоялся релиз игры Generation Zero.

## Игры компании
| Год  | Название                    | Платформы               | Платформы                     | Платформы            | Студия                     | Издатель                               | Примечание                      |
| Год  | Название                    | Персональные компьютеры | Игровые приставки             | Мобильные устройства | Студия                     | Издатель                               | Примечание                      |
| ---- | --------------------------- | ----------------------- | ----------------------------- | -------------------- | -------------------------- | -------------------------------------- | ------------------------------- |
| 2006 | Just Cause                  | Windows                 | PlayStation 2, Xbox, Xbox 360 | —                    | Avalanche Studios          | Eidos Interactive                      |                                 |
| 2009 | theHunter                   | Windows                 | —                             | —                    | Expansive Worlds           | Avalanche Studios Group                | Первая независимая игра студии. |
| 2010 | Just Cause 2                | Windows                 | PlayStation 3, Xbox 360       | —                    | Avalanche Studios          | Square Enix                            |                                 |
| 2011 | Renegade Ops                | Windows                 | PlayStation 3, Xbox 360       | —                    | Avalanche Studios          | SEGA                                   |                                 |
| 2015 | theHunter: Primal           | Windows                 | —                             | —                    | Expansive Worlds           | Avalanche Studios Group                |                                 |
| 2015 | Rumble City                 | —                       | —                             | Android, iOS         | Avalanche Studios          | Avalanche Studios Group                |                                 |
| 2015 | Mad Max                     | Windows                 | PlayStation 4, Xbox One       | —                    | Avalanche Studios          | Warner Bros. Interactive Entertainment |                                 |
| 2015 | Just Cause 3                | Windows                 | PlayStation 4, Xbox One       | —                    | Avalanche Studios New York | Square Enix                            |                                 |
| 2017 | theHunter: Call of the Wild | Windows                 | —                             | —                    | Expansive Worlds           | Avalanche Studios Group                |                                 |
| 2018 | Just Cause 4                | Windows                 | PlayStation 4, Xbox One       | —                    | Avalanche Studios New York | Square Enix                            |                                 |
| 2019 | Generation Zero             | Windows                 | PlayStation 4, Xbox One       | —                    | Systemic Reaction          | Avalanche Studios Group                |                                 |
| 2019 | RAGE 2                      | Windows                 | PlayStation 4, Xbox One       | —                    | Avalanche Studios          | Bethesda Softworks                     | Совместно с id Software.        |